# 品川海濱站
品川海濱站（日语：／ Shinagawa-shiisaido eki */?）是位於日本東京都品川區東品川，屬於東京臨海高速鐵道臨海線的鐵道車站。車站編號R 06。本站的副站名為「BIGLOBE本社前」。

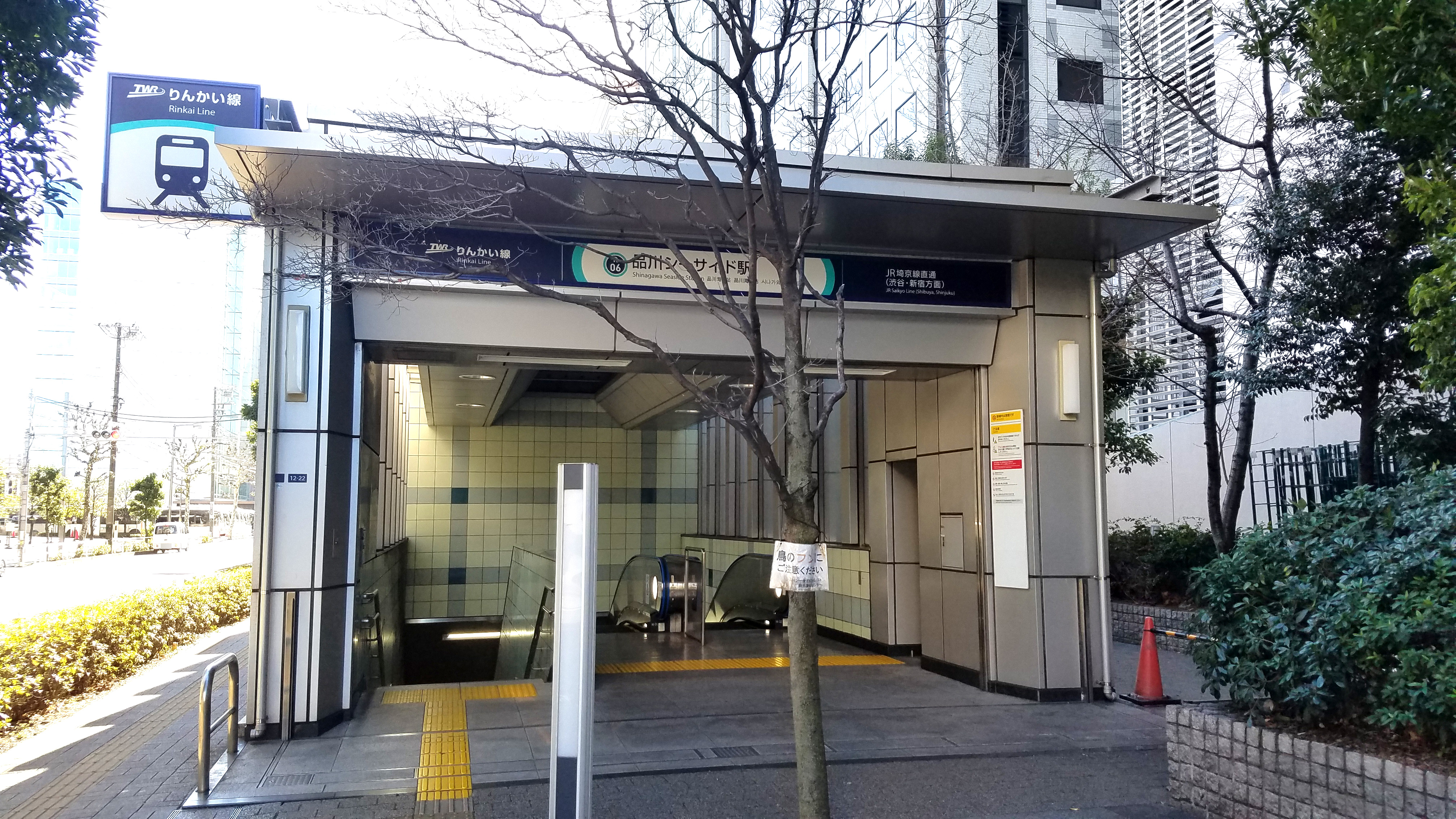
A出入口（2022年1月）

## 車站構造
本站是地下車站，月台採島式1面2線設計。本站自2007年8月1日起加入副站名「樂天大樓前」。後來樂天本社搬到二子玉川，因此2015年8月1日起，本站月台上的站名牌之下改以「BIGLOBE本社前」。

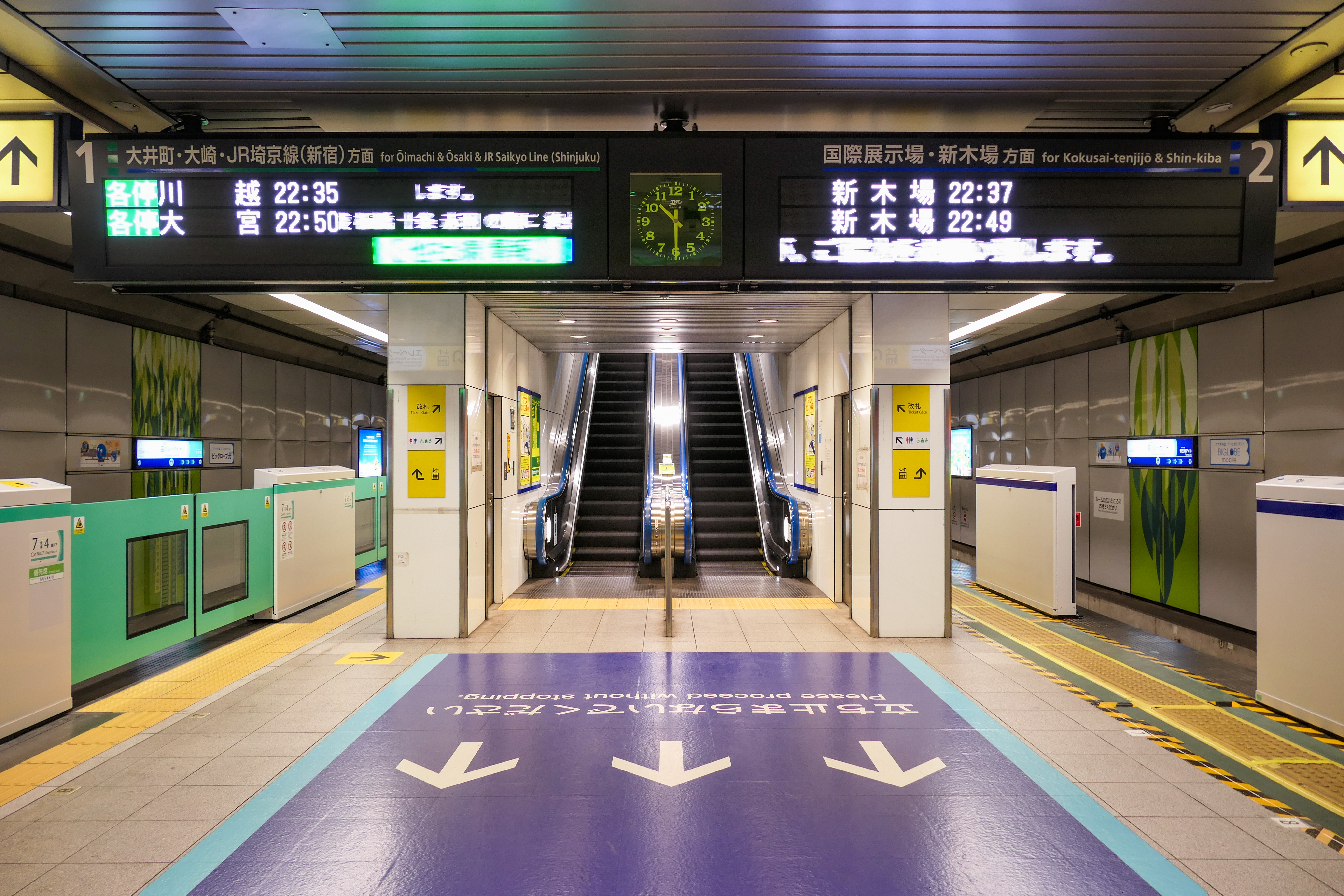
月台（2022年2月）

### 月台配置
| 月台 | 路線   | 方向 | 目的地                 |
| ---- | ------ | ---- | ---------------------- |
| 1    | 臨海線 | 下行 | 大崎、新宿方向         |
| 2    | 臨海線 | 上行 | 國際展示場、新木場方向 |

## 利用狀況
2016年（平成28年）度的1日平均上車人次為22,045人，是臨海線內8個車站當中排行第6位。
開業以來的1日平均上車人次如下表。
| 年度               | 1日平均 上下車人次 | 1日平均 上車人次 | 來源     |
| ------------------ | ------------------ | ---------------- | -------- |
| 2002年（平成14年） | 11,450             | 5,874            | [ * 1 ]  |
| 2003年（平成15年） | 16,664             | 8,358            | [ * 2 ]  |
| 2004年（平成16年） | 19,203             | 9,670            | [ * 3 ]  |
| 2005年（平成17年） | 22,203             | 11,180           | [ * 4 ]  |
| 2006年（平成18年） | 28,979             | 14,649           | [ * 5 ]  |
| 2007年（平成19年） | 34,617             | 17,478           | [ * 6 ]  |
| 2008年（平成20年） | 38,520             | 19,393           | [ * 7 ]  |
| 2009年（平成21年） | 40,468             | 20,339           | [ * 8 ]  |
| 2010年（平成22年） | 42,984             | 21,576           | [ * 9 ]  |
| 2011年（平成23年） | 41,789             | 20,971           | [ * 10 ] |
| 2012年（平成24年） | 41,408             | 20,749           | [ * 11 ] |
| 2013年（平成25年） | 41,660             | 20,881           | [ * 12 ] |
| 2014年（平成26年） | 43,239             | 21,681           | [ * 13 ] |
| 2015年（平成27年） | 39,058             | 19,754           | [ * 14 ] |
| 2016年（平成28年） |                    | 22,045           |          |

## 历史
- 2002年（平成14年）12月1日－與臨海線（東京電訊港－大崎段）一同開業。

## 相鄰車站
東京臨海高速鐵道
 臨海線
■通勤快速、■快速、■各站停車（任何列車在臨海線內均為各站停車）
天王洲島（R 05）－品川海濱（R 06）－大井町（R 07）

## 外部連結
- 品川海濱站（页面存档备份，存于） - 東京臨海高速鐵道